# گاره (مجارستان)
گاره (به مجاری:  Garé) یک منطقهٔ مسکونی در مجارستان است که در ناحیه شیکلوش واقع شده‌است. گاره ۸٫۵۳ کیلومتر مربع مساحت و ۲۸۸ نفر جمعیت دارد.